# Шауши, Фавзи
Фавзи Шауши (араб. فوزي شاوشي‎; 5 декабря 1984, Бордж-Менайель) — алжирский футболист, вратарь клуба «Бордж-Менайель». Выступал за национальную сборную Алжира.

## Биография

### Клубная карьера
Шауши начал свою карьеру в клубе из своего родного города «Бордж-Менайель», а в 22-летнем возрасте перешёл в один из сильнейших алжирских клубов «Кабилия», за который отыграл 3 сезона, выиграв в его составе чемпионат Алжира. После «Кабилии», Шауши в 2009 году перешёл в команду «ЕС Сетиф», вратарём которой является и по сей день.

### Карьера в сборной
Фавзи Шауши дебютировал в составе национальной сборной Алжира 26 марта 2008 года в матче против сборной ДР Конго. К настоящему времени Шауши провел в составе сборной 11 матчей. Шауши принимал участие в Кубке африканских наций 2010 и в чемпионате мира 2010.

## Достижения
- Чемпион Алжира (1): 2007/08
- Обладатель Кубка Алжира (1): 2009/10
- Обладатель Кубка Чемпионов Северной Африки (1): 2009